# دهستان کلاردشت شرقی
دهستان کلاردشت شرقی یا دشت، دهستانی است از توابع بخش مرکزی شهرستان کلاردشت در استان مازندران که در سال ۱۳۸۹ ایجاد آن به تصویب رسیده است.
این دهستان در واقع همان دهستان کلاردشت سابق بوده، که دهستان کلاردشت غربی از آن جدا شده و با نام جدید ایجاد شده‌است.
جمعیت این دهستان بر اساس سرشماری سال ۱۳۹۵ معادل ۳٬۷۴۶ نفر و تعداد خانوار آن ۱٬۲۸۲ خانواده بوده‌است.